# Snelbinder
Der Snelbinder ist eine zwei Kilometer lange Radverkehrsanlage in der niederländischen Provinz Gelderland, die als Fußgängern und Radfahrern vorbehaltene Hochstraße ausgeführt ist. In Nijmegen quert sie den Fluss Waal (Mündungsarm des Rhein bei Kilometer 884) an der parallel verlaufenden Eisenbahnbrücke Nijmegen, an der dazu ein zusätzliches Fachwerk an der Ostseite der Hauptbrücke angebracht wurde. Der Radweg verläuft parallel zur Bahnstrecke Arnhem–Nijmegen und verbindet das Stadtzentrum von Nijmegen mit dem Ort Lent im Bezirk Nijmegen-Noord.

## Geschichte

### Vorgeschichte
Im Jahre 2001 kritisierte der Fietsersbond das städtische Radverkehrsnetz und regte somit eine bessere Verbindung für Radfahrer in Nijmegen an. Folglich initiierte die Gemeinde Nijmegen ein Projekt, das den Ausbau der Fahrradinfrastruktur bis 2012 fördern sollte. Anschließend entstanden erste Pläne für eine Fahrradbrücke über die Waal. Sie sollte Radfahrern ermöglichen, schneller vom Stadtzentrum in den neuen Stadtteil Nijmegen-Noord zu gelangen. Bisher war ein Umweg über die östlich gelegene Waalbrücke nötig gewesen.

### Planung
Während der Entwicklungsphase stellten die Verantwortlichen, darunter der Architekt Paul van der Ree des Ingenieurbüros Movares und Beteiligte des Rijksdienst voor het Cultureel Erfgoed, Überlegungen bezüglich des Umganges mit dem Denkmalschutz an. Am südlichen Ende der Eisenbahnbrücke befinden sich zwei Brückentürme aus dem 19. Jahrhundert, die Überreste einer früheren Brückenkonstruktion und seit dem 11. November 1986 als Rijksmonument denkmalgeschützt sind. Daher entschloss man sich, den Radweg durch den östlicheren Turm hindurchzuführen.

### Bau
Die Einzelteile der Brückenkonstruktion wurden zunächst am nördlichen Ufer der Waal zusammengebaut. Am 20. März 2004 wurde das Bauwerk von vier Schwimmkränen eingeschwommen und an der Eisenbahnbrücke befestigt. Während der gesamten Baumaßnahme musste der Zugverkehr sowie die Schifffahrt eingestellt werden. Die offizielle Eröffnung fand am 15. April 2004 durch Verkehrsministerin Karla Peijs und Bürgermeisterin Guusje ter Horst statt.

### Heutige Lage
Seit der Einweihung des Radschnellweges RijnWaalpad am 3. Juli 2015 werden Radfahrer vom Bahnhof Nijmegen über den Snelbinder nach Arnhem geführt.

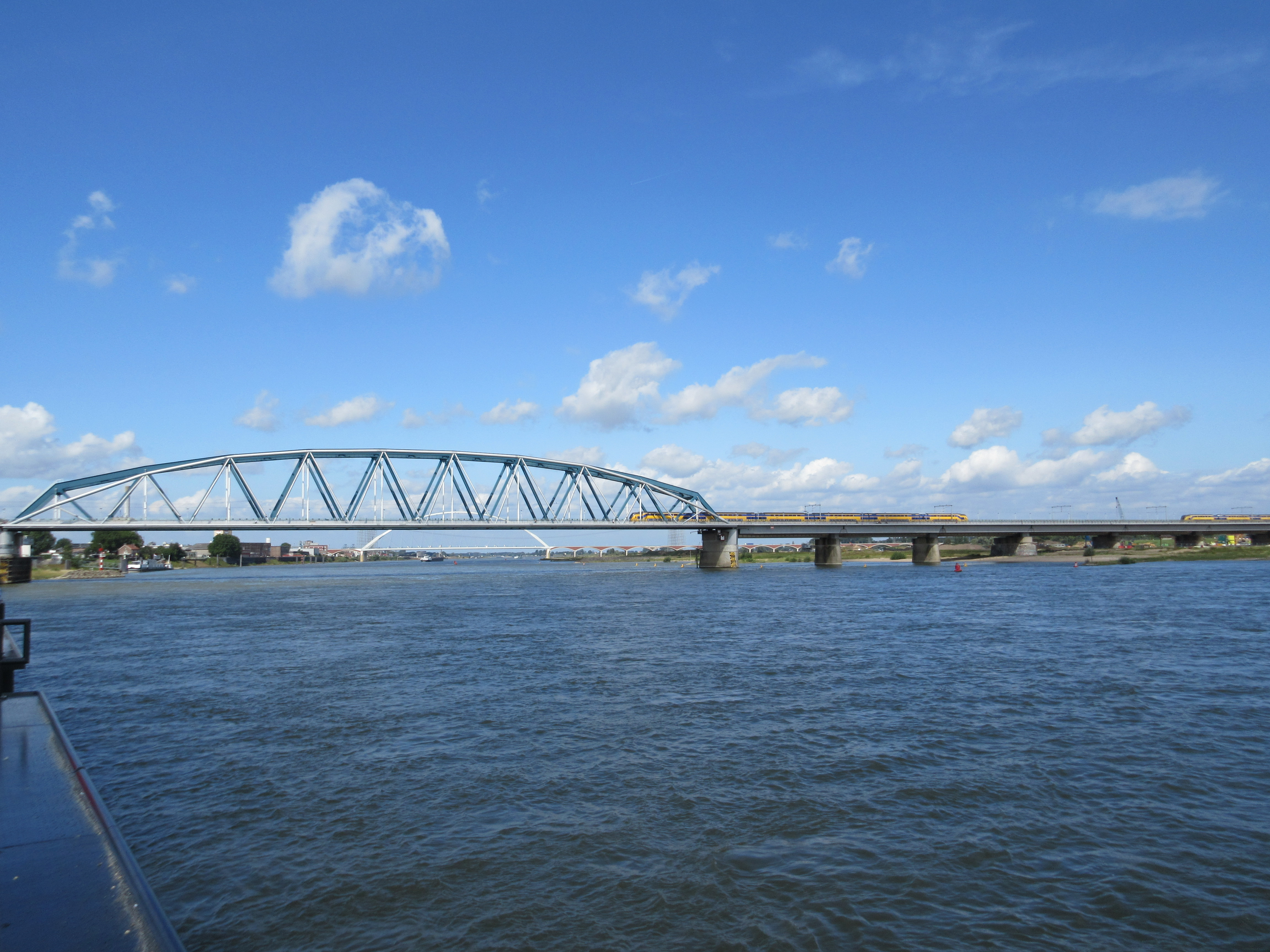
Zusätzliches Fachwerk an der Ostseite der Eisenbahnbrücke
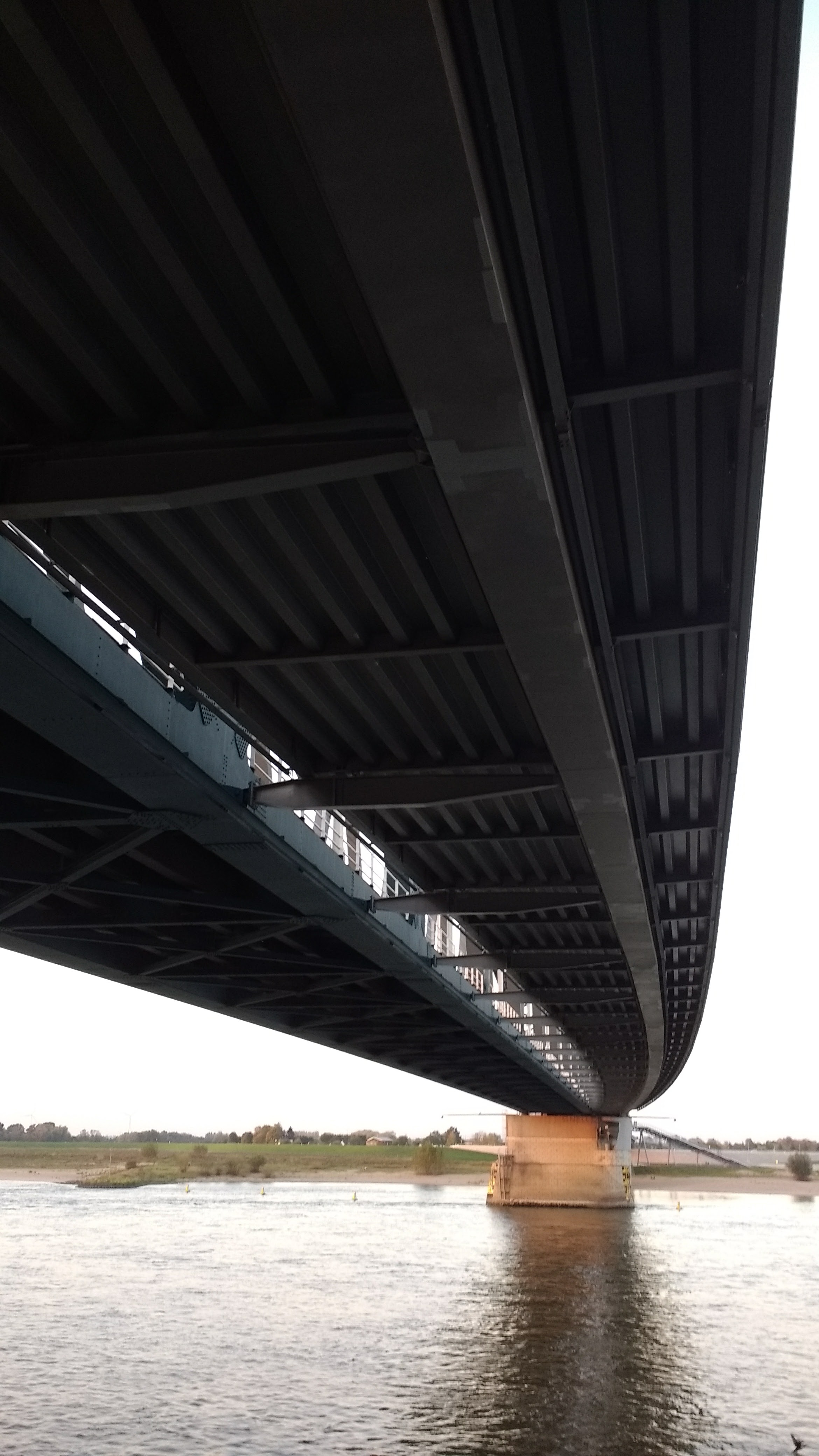
Ansicht von unten
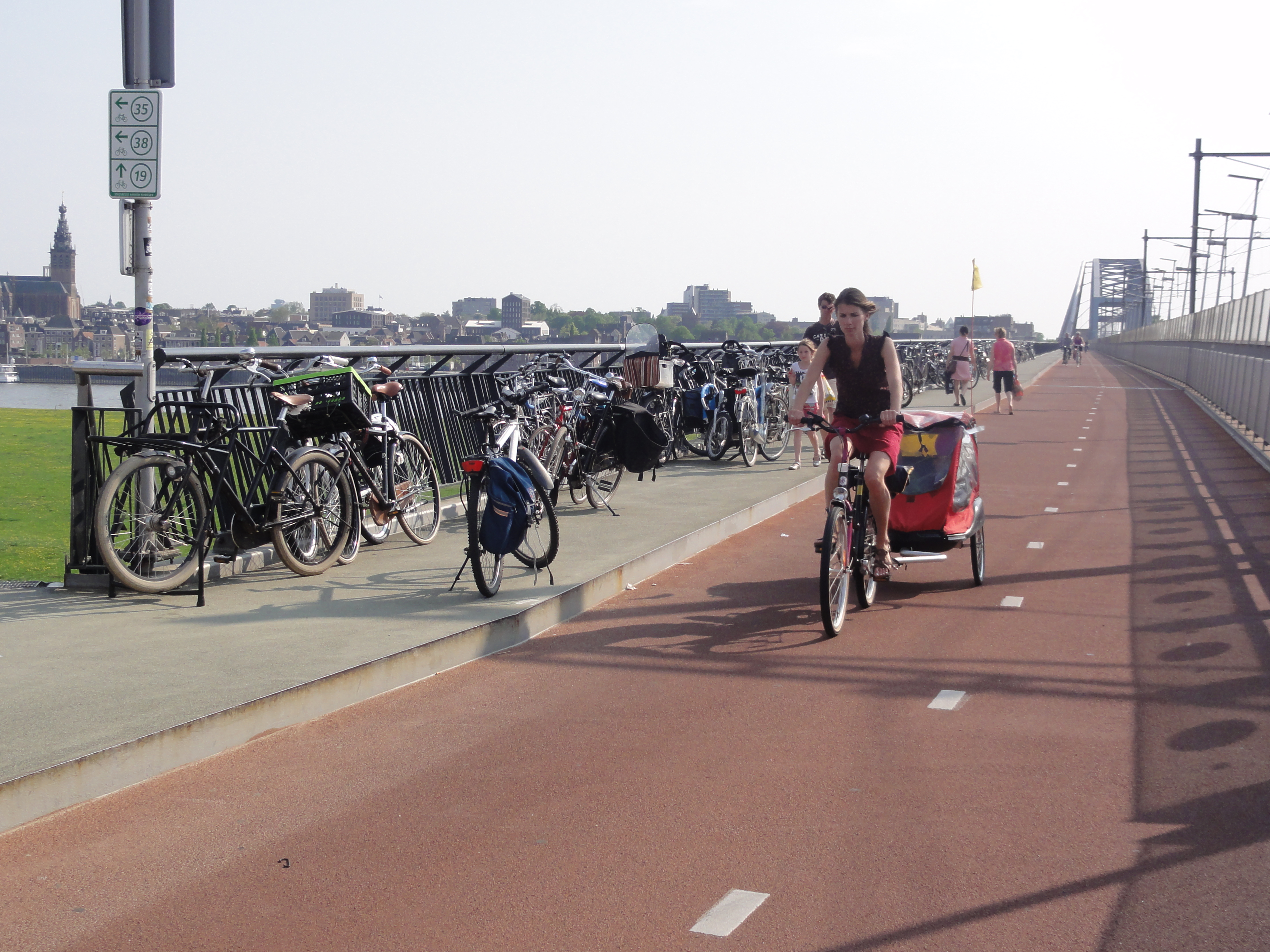
Der Snelbinder auf der Lent-Seite
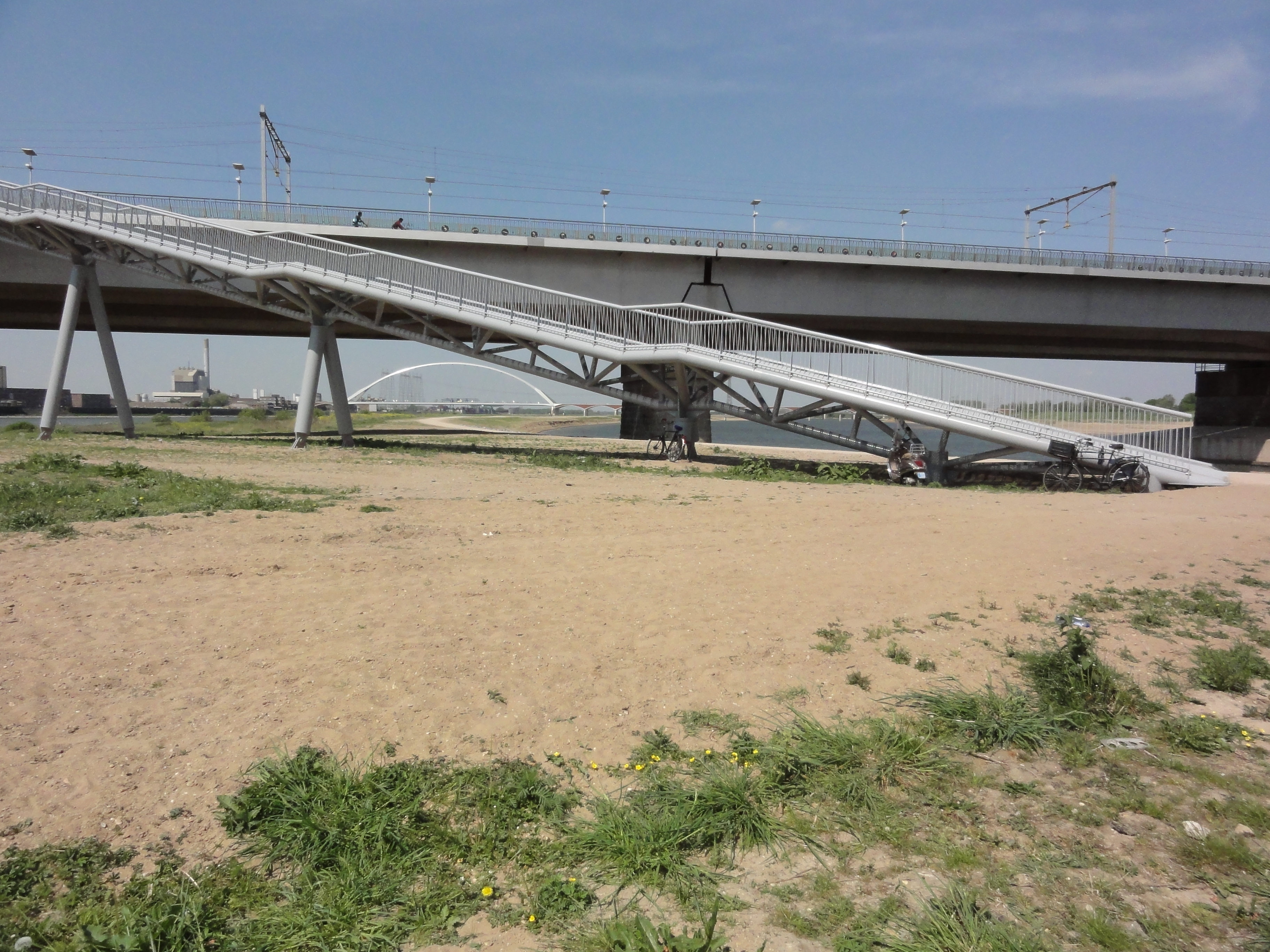
Zugang zum Snelbinder am Spiegelwaal (Seitenarm des Waal)